# 洞院実雄
洞院 実雄（とういん さねお）は、鎌倉時代前期から中期にかけての公卿。太政大臣・西園寺公経の子。官位は従一位・左大臣。山階左大臣と号す。洞院家の祖。
娘3人がそれぞれ3人の天皇（亀山天皇、後深草天皇、伏見天皇）の妃となって権勢を誇った。娘たちはいずれも皇子を産み、それぞれ即位したことから、3人の天皇（後宇多天皇、伏見天皇、花園天皇）の外祖父となった。

## 経歴
以下、『公卿補任』と『尊卑分脈』の内容に従って記述する。
嘉禄3年（1227年）2月1日、叙爵。同年3月4日、侍従に任ぜられる。安貞3年（1229年）1月30日、従五位上に昇叙。同年4月18日、左少将に任ぜられる。寛喜2年（1230年）1月24日、備後介を兼ねる。寛喜3年（1231年）1月5日、正五位下に昇叙。文暦元年（1234年）12月21日、左中弁に任ぜられる。左少将は元の如し。文暦2年（1235年）1月23日、加賀権介を兼ねる。同月28日、従四位上に昇叙。同年2月6日には禁色を許され、閏6月11日には左宮城使に補される。
嘉禎2年（1236年）2月30日、左中弁を止め左中将に任ぜられ蔵人頭となる。同年5月6日、正四位下に昇叙。同年12月18日、従三位に叙される。中将は元の如し。
嘉禎3年（1237年）1月24日、土佐権守を兼ねる。同年12月25日、参議に任ぜられる。嘉禎4年（1238年）3月7日、右衛門督と検非違使別当を兼ねる。同月29日、正三位に昇叙。同年7月20日、権中納言に昇進し、8月28日には右衛門督と検非違使別当を辞した。暦仁2年（1239年）1月24日、皇后宮権大夫を兼ねるが、11月12日に皇后利子内親王が女院（式乾門院）となったために権大夫を止める。仁治元年（1240年）10月24日、従二位に昇叙。仁治3年（1242年）3月7日、権大納言に昇進。仁治4年（1243年）2月2日、正二位に昇叙。寛元2年（1244年）8月29日、父・公経が薨去したために喪に服す。同年11月25日に復任。
正嘉元年（1257年）11月26日、内大臣に任ぜられる。正嘉2年（1258年）11月1日、右大臣に転任し春宮傅を兼ねる。弘長元年（1261年）3月27日、左大臣に転任。弘長2年（1262年）1月5日、従一位に昇叙。弘長3年（1263年）3月20日、上表して左大臣を辞した。文永10年（1273年）8月4日、所労危急のため出家し、同月16日に薨去。

## 系譜
『尊卑分脈』による。
- 父：西園寺公経
- 母：平親宗女
- 妻：藤原栄子 - 法印公審女
  - 男：洞院公宗（1241-1263）
  - 男：洞院公守（1249-1317）
  - 女：洞院佶子（京極院、1245‐1272） ‐ 亀山天皇皇后、後宇多天皇母
- 妻：一条頼氏女
  - 男：小倉公雄
- 妻：藤原蔵子 - 藤原隆房女
  - 女：洞院愔子（玄輝門院、1246-1329） - 後深草天皇妃、伏見天皇母
- 妻：後嵯峨院但馬局 - 賀茂能直女
  - 女：洞院季子（顕親門院、1265-1336） - 伏見天皇妃、花園天皇母
  - 女：洞院禖子 - 亀山院後宮
- 妻：主殿司瑠璃女
  - 男：慈順 - 法性寺座主・曼殊院門跡
- 妻：白拍子無量
  - 男：洞院公尹（?-1300）
- 生母不明の子女
  - 男：公方
  - 男：公風
  - 男：定勝 - 醍醐寺座主
  - 男：実修
  - 男：守恵（1244‐1313） - 東寺長者
  - 男：公潤
  - 男：公春
  - 女：近衛基平室
  - 女：鷹司基忠室
  - 女：西園寺公蔭室
  - 女：三条公親室
  - 女：後宇多天皇・後醍醐天皇官女（『本朝皇胤紹運録』「後醍醐天皇系図」では名前は洞院実子）